# Pierrick Cros
Pierrick Cros (Montbrison, Francia, 17 de marzo de 1992) es un futbolista francés que juega de defensor. Actualmente integra el plantel del ASF Andrézieux, del Championnat de France Amateur.

## Clubes
| Club                 | País    | Año           | PJ  | Goles |
| -------------------- | ------- | ------------- | --- | ----- |
| Saint-Étienne        | Francia | 2010 - 2012   | 55  | 1     |
| ES Uzès Pont du Gard | Francia | 2012 - 2013   | 30  | 0     |
| Red Star F.C.        | Francia | 2013-2017     | 108 | 3     |
| AO Platanias         | Grecia  | 2017          | 8   | 0     |
| ASF Andrézieux       | Francia | 2018-presente | 3   | 0     |